# Guy Rocher
Pour les articles homonymes, voir Rocher.
Guy Rocher, né le 20 avril 1924 à Berthierville, est un sociologue, professeur et conférencier québécois. Il a été professeur en sciences sociales au Département de sociologie de l'Université de Montréal et chercheur au Centre de recherche en droit public.
Intellectuel engagé, il est à l'origine de plusieurs changements majeurs qui ont marqué la Révolution tranquille et le premier mandat du gouvernement René Lévesque, dans le domaine de l'éducation et du statut de la langue française. Dans un cahier spécial que lui consacre le quotidien montréalais Le Devoir à l'occasion de son 100e anniversaire de naissance, Marie-Hélène Dufays résume ainsi la contribution de Rocher à la société québécoise : « Les nombreuses contributions de Guy Rocher à la vie politique en font l’un des architectes ayant participé à la modernisation du Québec. Bien que son passage au gouvernement ait été bref, son empreinte sur la société est notable et ses idées perdurent jusqu’à nos jours. »

## Biographie
Guy Rocher nait en 1924 à Berthierville, du mariage de Jeanne Magnan et de Barthélemy Rocher, ingénieur civil de formation. En 1931, la famille déménage à Saint-Lambert, et l'année suivante, le père décède. L'événement affectera le jeune garçon de 8 ans. Débute alors une vie de pensionnat qui se poursuivra en 1935 avec un cours classique au Collège de l'Assomption. En 1944, il s'inscrit en droit à l'Université de Montréal, études qu'il abandonne l'année suivante, pour se consacrer au mouvement de la Jeunesse étudiante catholique (JEC), dont il sera le président national de 1943 à 1945. Ce mouvement faisait une place conséquente aux laïcs au sein de l'Église, tout en permettant une certaine contestation du pouvoir hiérarchique de celle-ci.

### Parcours académique
En 1947, il part étudier les sciences sociales à l'Université Laval avec le dominicain Georges-Henri Lévesque. Il est initié à cette nouvelle science qu'est la sociologie par le franciscain Gonzalve Poulin,, et c'est l'époque où « il se familiarise avec les grandes théories interprétatives sociologiques et qui ont pour auteurs : Comte, Marx, Weber, Durkheim et Parsons ». À la fin des années 1940, il épouse la dirigeante et jéciste Suzanne Cloutier, qui se formera par la suite en travail social à l'Université de Montréal, et réalisera une maîtrise sur les villages étudiants développés par le mouvement JEC. Suzanne Cloutier avait été recrutée dans le mouvement par Simone Monet, « future syndicaliste et l'une des fondatrices de la Fédération des femmes du Québec ».
Après ses études en sociologie et l'obtention d'une maîtrise, il débute un doctorat à Harvard (1950-52), sous la direction de Talcott Parsons. Ce séjour fait tomber ses préjugés sur les États-Unis, et il y développera une grande admiration pour la vie universitaire de cette institution. Les imposants frais d’inscription à Harvard seront couverts par une bourse d’étude de la Confédération des travailleurs catholiques canadiens (l’ancêtre de la CSN). À son retour de Boston en 1952, il enseignera, à l'invitation de l'avantgardiste père dominicain Georges-Henri Lévesque, à l'Université Laval jusqu'en 1960, période pendant laquelle il terminera son doctorat (1958). Sa thèse porte sur les « rapports de pouvoirs entre l'Église et l'État en Nouvelles-France au XVIIe siècle ».
En 1960, il rejoint l'Université de Montréal comme directeur du Département de sociologie de l'Université de Montréal, puis de 1962 à 1967, il agit comme vice-doyen de la Faculté des sciences sociales. En 1979, il rejoint le Centre de recherche en droit public de la Faculté de droit de l'Université de Montréal.

### Service public
En 1961, le ministre de la Jeunesse Paul Gérin-Lajoie le nomme à titre de membre de la Commission royale d’enquête sur l’enseignement dans la province de Québec, mieux connue sous le nom de commission Parent, du nom de son président, Mgr Alphonse-Marie Parent, recteur de l'Université Laval. Les travaux de la commission mènent à une réorganisation complète du système d'éducation québécois et à la création de nouvelles institutions d'enseignement postsecondaire, les collèges d'enseignement général et professionnel (cégeps) et le réseau de l'Université du Québec. Actif au sein de plusieurs comités de la Commission, il est le collaborateur de Jeanne Lapointe (professeure de littérature à l'Université Laval), rédactrice principale des cinq tomes publiés tout au long des travaux.

## Le sociologue et son maître ouvrage
En 1968, Guy Rocher publie Introduction à la sociologie générale, qui sera par la suite réédité en France, puis traduit dans plusieurs langues. Selon la professeure de sociologie Céline Saint-Pierre, cet ouvrage occupe une place dominante dans la trajectoire professionnelle du Guy Rocher et dans l'histoire générale des idées et des sciences. De 1952 à 1967, quand il enseignait à l'Université de Montréal le cours d'introduction à la sociologie, la plupart des manuels de référence en sociologie étaient en anglais, car ce type de cours d'introduction existait aux États-Unis, mais pas en France. « Je me suis rendu compte que dans l'université francophone, non seulement au Québec mais dans le monde, j'étais probablement le seul à m'être en quelque sorte spécialisé dans l'enseignement des éléments de sociologie", écrira-t-il. Il complétera la rédaction de son ouvrage lors d'une année sabbatique en Californie, à l'Université Berkeley. La première édition, en trois volumes, parait aux Éditions Hurtubise en 1968-69. Les trois volumes seront regroupés lors de la 2e édition en 1991. Puis en 1992, une 3e édition paraîtra.

## Le sociologue de l'éducation
La problématique des changements sociaux traverse l’œuvre du sociologue. Pour Guy Rocher « la dynamique du changement social ne réside pas dans de supposées « lois de l’histoire », mais plutôt dans cette force mobilisatrice qui accompagne des acteurs sociaux suffisamment motivés pour s’engager dans la voie du changement social désiré ». Dans les années 1950 et 1960, pour contrer le conservatisme ambiant et favoriser le changement, Guy Rocher croit qu'il faut agir sur les valeurs et qu'à cet égard la transformation des institutions d'enseignement est de première importance.
Entre 1961 et 1966, Guy Rocher sera membre de la Commission royale d’enquête sur l’enseignement ou Commission Parent. Cette commission recommandait d’établir un ministère de l’Éducation, ce qui mettrait fin à la suprématie de l’Église catholique dans le domaine de l’éducation. Guy Rocher dira : « L’État québécois, au 19e siècle, avait délégué aux évêques le pouvoir politique sur l’enseignement public. En créant un ministère de l’Éducation […], nous enlevions aux évêques tout le pouvoir qu’ils avaient ». Son rôle dépassera son mandat de commissaire, puisqu’il agira aussi comme médiateur entre les parties adverses : Jeanne Lapointe tenante d'une vision laïque et Ghislaine Roquet, alias Soeur Marie Laurent de Rome, tenante d'une vision humaniste. Aussi, il sera amené à contribuer à la « conception d'un nouveau système d'éducation [pour le Québec] mis en place dans le sillage des recommandations de la commission », qui furent mises en oeuvre avant même le dépôt du Rapport par Arthur Tremblay et Yves Martin, deux anciens des sciences sociales de Laval.
En 1970, il entreprend avec Pierre W. Bélanger, son ancien étudiant devenu professeur à la Faculté d'éducation de l'Université Laval, une recherche longitudinale sur les aspirations scolaires et professionnelles des étudiants (ASOPE). Cette recherche s'intéresse à l’accessibilité à l’éducation. Quelques 20,000 étudiants sont recrutés, soit trois « cohortes d’étudiants francophones et anglophones des écoles secondaires et des collèges et des universités du Québec, qui ont été suivies sur une période de quatre à six ans, certains jusqu’à l’université ». Ce projet de recherche majeur a permis, entre autres, « de faire le point sur l’atteinte des objectifs de démocratisation de l’éducation après la réforme scolaire des années 1960 ».

## Le sociologue et le service public
« J'ai eu besoin d'une sociologie mobilisée, mobilisable et mobilisante. Ce qui a fait que j'ai le sentiment de n'avoir jamais été un sociologue, mais d'avoir toujours été en train de le devenir ! »
- 1961-1966 : membre de la de la Commission royale d’enquête sur l’enseignement ou Commission Parent
- 1965 : président du comité chargé d'étudier les modalités de création d'une université de langue française à Montréal[6]
- 1969-1974 : vice-président du Conseil des arts du Canada. Mandat : superviser le financement de la recherche en sciences sociales[24].
- 1977-1979 : secrétaire général associé au Conseil exécutif et sous-ministre au Développement culturel du gouvernement du Québec[6]
- Il participe à la rédaction de la Charte de la langue française, communément appelée loi 101[12].
- 1981-1983 : secrétaire général associé au Conseil exécutif et sous-ministre au Développement social

## Publications
Guy Rocher compte plus d'une centaine de publications.
- Introduction à la sociologie générale, vol. 3, Montréal (Québec), Canada, Éditions H.M.H., 1968-1969 (ISBN 9782896476497)
- Talcott Parsons et la sociologie américaine, Paris, France, Presses universitaires de France, 1972, 238 p. (ISBN 978-2130320623)
- Le Québec en mutation, Montréal (Québec), Canada, Éditions H.M.H., 1973, 345 p.
- Entre les rêves et l'histoire. Entretiens avec Georges Khal, Montréal (Québec), Canada, VLB, 1989, 230 p. (ISBN 978-2890053557)
- Guy Rocher : Entretiens, Montréal, (Québec), Canada, avec François Rocher, Éditions du Boréal, 2010, 252 p. (ISBN 978-2-7646-2010-6)

## Prix et distinctions
- 1971 — Compagnon de l'Ordre du Canada
- 1973 — Foreign Honorary Member of the American Academy of Arts and Sciences
- 1974 — Membre de la Société royale du Canada, section Académie des Lettres et des Sciences humaines
- 1980 — Prix Brascan pour les Arts 1980, de la Fondation nationale des prix du Magazine canadien, pour l'article « Un demi-siècle d'évolution culturelle au Québec », publié dans University of Toronto Quarterly, vol. 50, 1980
- 1989 — Prix Acfas Marcel-Vincent, pour les sciences sociales
- 1989 — Prix pour contributions exceptionnelles de la Société canadienne de sociologie et d'anthropologie
- 1990 — Prix de la Fédération canadienne des sciences sociales pour « A General Introduction to Sociology : A Theoretical Perspectives » retenu parmi les vingt meilleurs ouvrages de sciences sociales en langue anglaise publiés au Canada depuis cinquante ans et subventionnés par la Fédération
- 1990 — Prix des livres de la Fédération canadienne des sciences sociales pour « L'introduction générale à  la sociologie »
- 1991 — Chevalier de l'Ordre national du Québec[25]
- 1991 — Médaille Pierre-Chauveau de la Société royale du Canada
- 1993 — « Laurier d'or » pour mérite exceptionnel, de l'Association des Anciens du Collège de l'Assomption
- 1995 — Prix Léon-Gérin (Prix du Québec pour les sciences humaines)[26]
- 1996 — Doctorat honorifique en droit de l'Université Laval
- 1997 — Doctorat honorifique en sociologie de l'Université de Moncton
- 1997 — Prix Molson pour les sciences sociales et humaines
- 1998 — Prix Esdras-Minville, de la Société Saint-Jean-Baptiste de Montréal pour les sciences sociales et humaines
- 1999 — Prix William Dawson, de la Société royale du Canada, pour une œuvre interdisciplinaire
- 2002 — Doctorat honoris causa en sciences humaines, UQAM
- 2009 — Prix Condorcet-Dessaulles du Mouvement laïque québécois
- 2011 — Prix Jacques Parizeau IPSO
- 2020 --- Grand officier de l'Ordre national du Québec

## Archives
Le fonds d'archives de Guy Rocher est conservé au centre d'archives de Montréal de Bibliothèque et Archives nationales du Québec.